# Ahmed Barzani
Ahmed Barzani (Arabisch:  ئهحمهد موحهممهد بارزانی, Ehmed Mihemed Barzanî, Barzan, 1896 - Bagdad, 11 januari 1969), ook bekend als Khudan (خودان), was de leider van de Barzani in Noord-Irak. Hij was de oudere broer van Mustafa Barzani. Hij leidde de Ahmed Barzaniopstand in 1931, wat de derde grote nationalistische opstand van de Koerden in het Iraaks-Koerdisch conflict was. Ahmed Barzani's progressieve leer was voor zijn tijd ongekend voor de Koerden. In 1927 deed Ahmed Barzani een poging om de drie abrahamitische godsdiensten te verenigen om zo ook de Koerden te verenigen. Hoewel seculier en een tegenstander van de vermenging van religie en politiek bekeerde hij zich in 1931 tot het Christendom.
Ahmed Barzani was ook een milieuactivist, een aantal besluiten die hij doorvoerde waren:
- Het beperken van de kap van bomen, met name bomen die erosie tegenhouden.
- Honingproductie beperken.
- Het verbieden van het afmaken van niet-giftige slangen.
- Het verbieden van dynamietvisserij en visserij met andere explosieven.
- Het verbieden van jagen tijdens het broedseizoen.

## Nalatenschap
Ahmed Barzani keurde de traditionele manier van regeren af waarbij macht binnen de familie bleef. Volgens Barzani moest een leider gekwalificeerd zijn voor de functie. Hij veroordeelde de opkomende corruptie in de Koerdische beweging.
Barzani vond ook dat huwelijk vrijwillig moest zijn, dit vond hij een basisrecht en benoemde dit ook publiekelijk.

## Verwijzingen
1. ↑   The Kurdish Minority Problem, p.11, Dec. 1948, ORE 71-48, CIA . Gearchiveerd op 15 oktober 2012.
2. ↑  Ibidem